# Megachile subanograe
Megachile subanograe là một loài Hymenoptera trong họ Megachilidae. Loài này được Mitchell mô tả khoa học năm 1934.